# Arquitetura sassânida

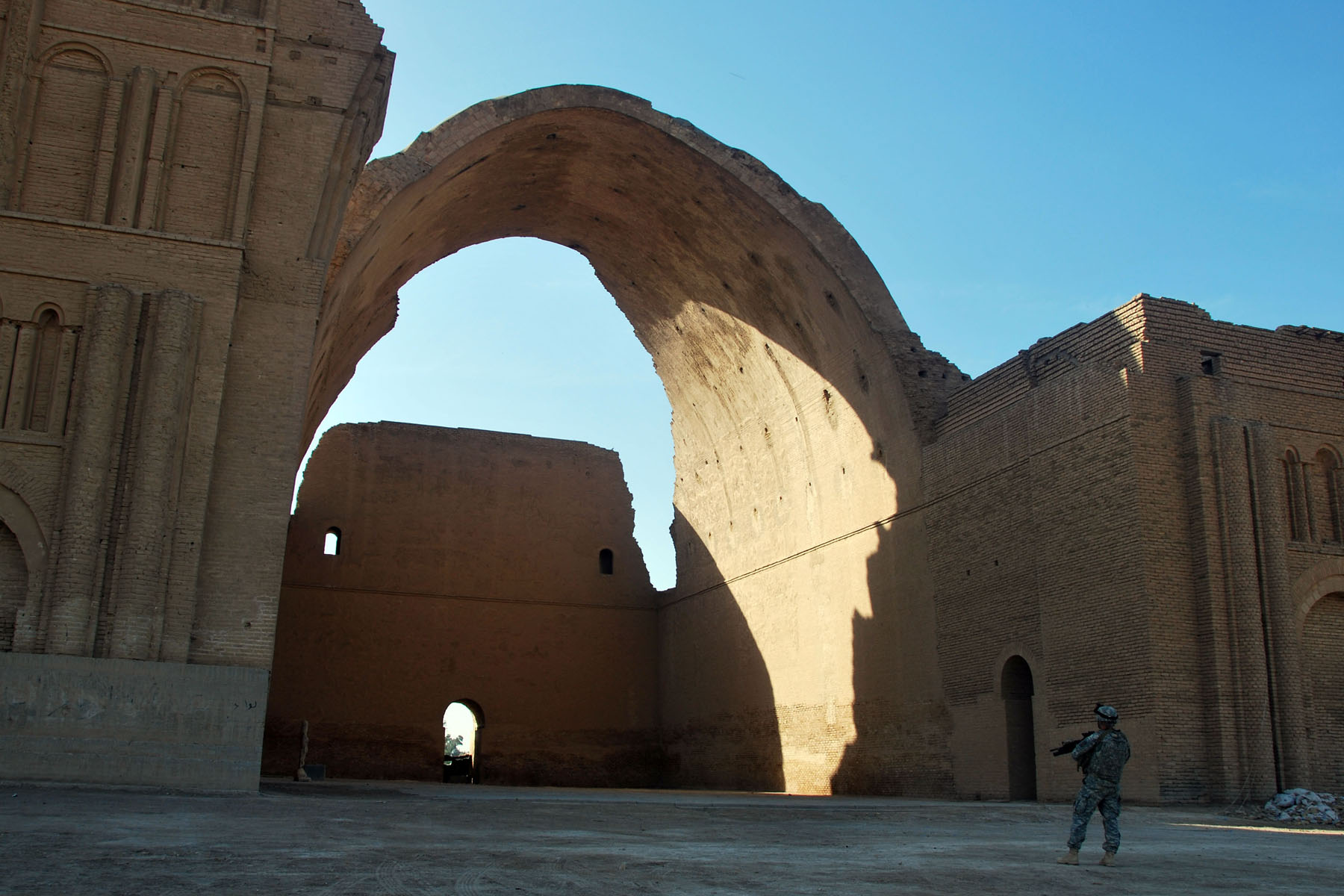
Restos desmoronados do arco em Ctesifonte, 1864

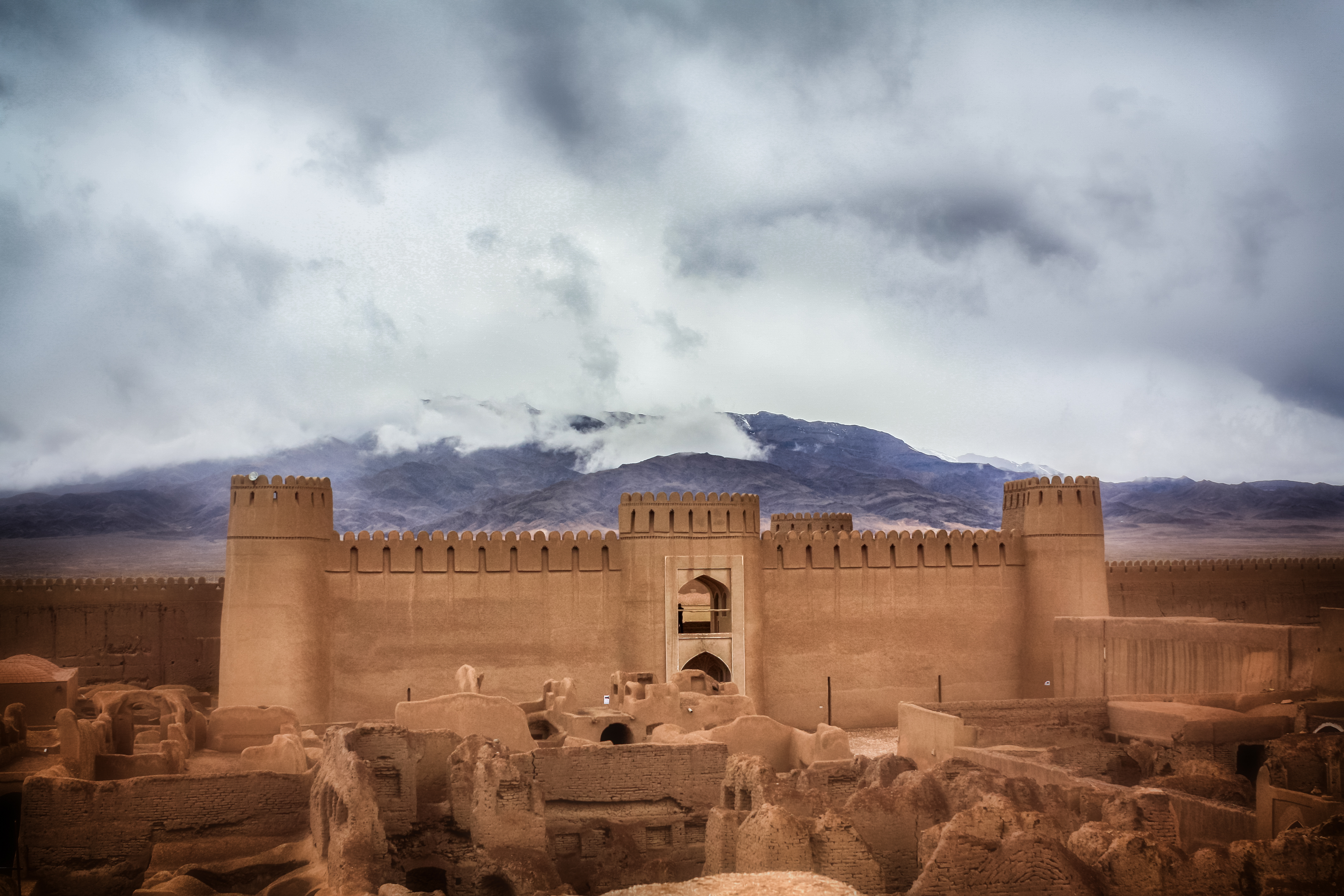
Ruínas da cidadela em Carmânia com os característicos frontão, arco e cúpula sassânidas

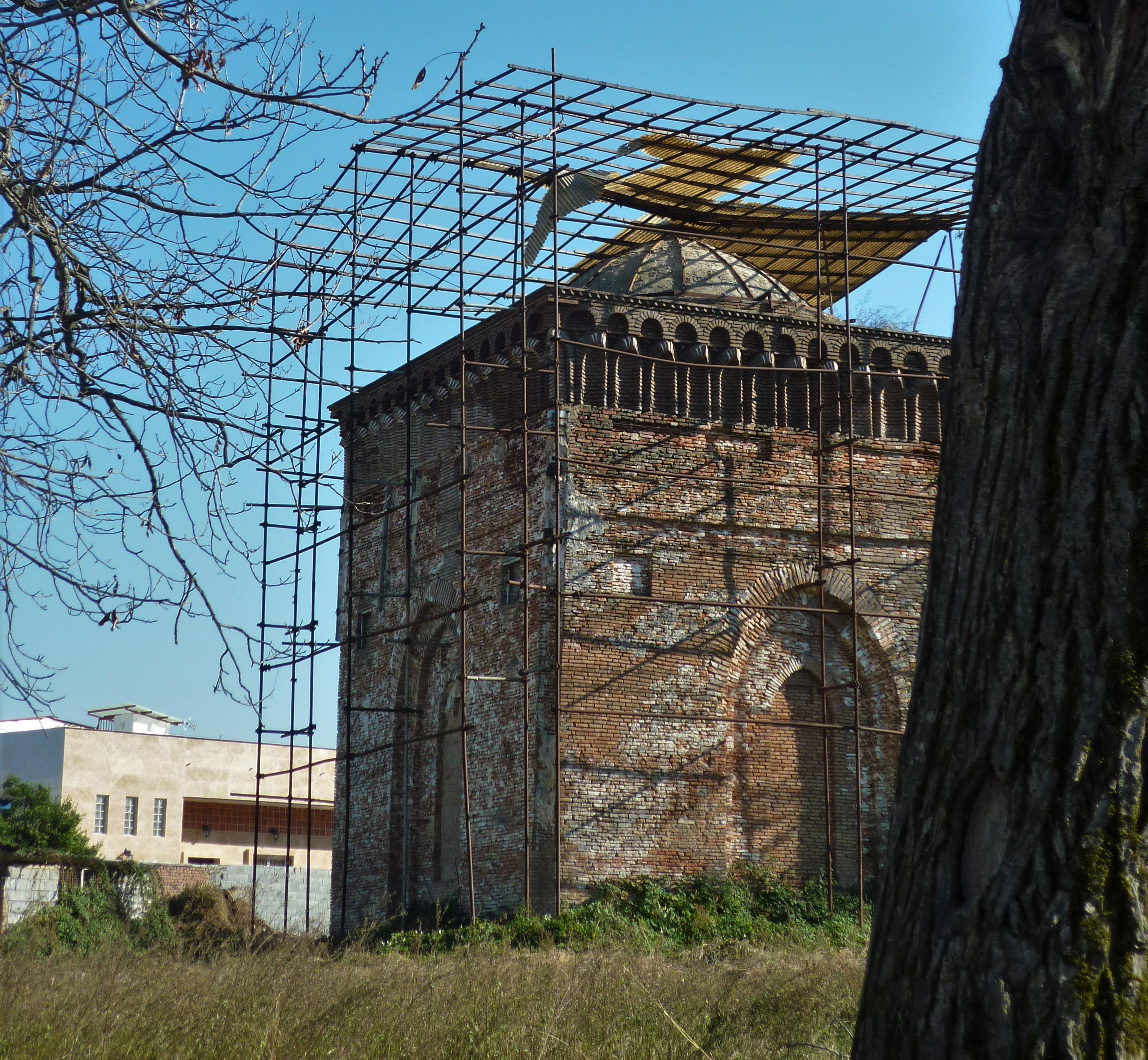
Templo do fogo na cidade de Amol, Mazandarão. No Período Sassânida, cada um dos templos do fogo zoroastrista tinha uma cúpula

A arquitetura sassânida refere-se a um estilo de arquitetura que é a mãe da arquitetura iraniana, que atingiu seu auge durante o Império Sassânida. Em muitos aspectos, o período da dinastia sassânida (224–651) testemunhou as maiores conquistas da civilização iraniana. Além disso, a dinastia sassânida foi o último grande império iraniano antes da dominação muçulmana após a invasão árabe do Irão. Para alguns especialistas, a arquitetura sassânida é classificada como uma subcategoria da arquitetura dos Partas, que é muito diferente da arquitetura dos períodos anteriores. Depois que os árabes dominaram o Irã, as fachadas, cúpulas, símbolos, etc. foram adoptados pelos muçulmanos e introduzidos na arquitetura islâmica.  Todos os edifícios do período sassânida estão relacionados com a dinastia sassânida e foram construídos antes do surgimento do Islão.

## Princípios
A dinastia sassânida, tal como a dinastia aqueménida, originou-se da província de Fars. Consideravam-se os sucessores dos aqueménidas, que tentaram restaurar a grandeza do Irã após os Períodos Helenístico e Parta. Mas na arquitetura, no que diz respeito à arquitetura aqueménida,  estes não adoptaram as mesmas técnicas e seguiram o exemplo da arquitetura elamita. É também possível ver nele a grande influência da arquitetura romana e bizantina. Talvez a razão possa ser encontrada na incapacidade do governo sassânida de usar materiais caros e raros no Irão - pedra e madeira que foram trazidas do Egito e Líbano durante o período aqueménida - e na abundância de argila e materiais do  solo . Além disso, os edifícios de pedra aqueménidas deveriam ser construídos no solo duro da encosta das montanhas para onde poderiam garantir a resistência necessária dos edifícios, porém os iranianos passaram a acostumar-se a viver nas planícies após o ataque dos gregos.  O hábito de escrever em pedras (petroglifos) continua neste período.

## Arquitetura e religião
O Império Sassânida era um governo baseado numa única ideologia e religião  que tentava ser eficaz em todos os aspectos da vida das pessoas. Na religião zoroastrista, quatro elementos vitais (água, fogo, vento e terra) são considerados sagrados e desonra-los é considerado pecado.  Entretanto, foi dada maior importância ao fogo, porque tinha a função de purificação. Amarelo - a cor do fogo - também é conhecida como a cor preferida dos sassânidas. Os templos do fogo eram edifícios quadrangulares com o fogo sagrado abaixo deles. As trompas eram normalmente usadas nesses edifícios, e havia arcos nos cantos que cobriam este complexo com uma cúpula.
A presença do governo sassânida com novas definições da cultura iraniana e através do seu fundador, Artaxer I, também seguido na sociedade social e económica, manteve-se estável. A presença do governo sassânida com novas definições da cultura iraniana e através do seu fundador, Artaxer I, encontrou uma nova manifestação na sociedade iraniana. Essas definições foram a formalização da religião zoroastrista com novos modelos que os poderosos Mughans daquela época criaram a partir das antigas tradições, e a sua integração com o zoroastrismo, juntamente com a intensa intervenção política e a criação de uma unidade nacional que fez do rei um representante poderoso. Deu soberania absoluta e ritual sobre todo o Eranxar.